# Europäische Batterieallianz
Die Europäische Batterieallianz (EBA) wurde Ende September 2017 von der Europäischen Kommission, den EU-Ländern, der Industrie und der Wissenschaft gegründet. Sie wird von der Europäischen Investitionsbank unterstützt und „bringt nationale Behörden, Regionen, Industrieforschungsinstitute und andere Interessenträger der Batteriewertschöpfungskette zusammen.“
Auftrag ist die Entwicklung von Maßnahmen von der Rohstoff-Sicherung bis zur Batterieproduktion in Europa, die zum Erreichen der Klimaneutralität bis 2050 beitragen sollen. Ein Ziel der Europäischen Batterieallianz ist auch, die Transport-Emissionen bis 2050 um 90 % zu reduzieren.

## Ausgangslage
Batterien bezeichnet die EBA allgemein als „strategischer Bestandteil des sauberen und digitalen Übergangs in Europa.“ Die Herstellung von Lithium-Ionen-Batterien wird als Schlüsseltechnologie der Elektromobilität betrachtet, die somit für die Wettbewerbsfähigkeit der Automobilindustrie unerlässlich ist. Daher strebt die Kommission an, führende Unternehmen in Europa anzusiedeln bzw. europäische Produzenten in die Lage zu versetzen, eine nachhaltige Batterieproduktion einzurichten.
Die besondere Problematik besteht darin, dass die Rohstoffe zur Batterieproduktion – vor allem Lithium – in Europa selbst nur in geringem Umfang erschlossen werden können. Zudem entwickelt sich weltweit ein zunehmender Bedarf an Lithium, Seltenen Erden und weiteren Strategischen Metallen, die auch für weitere Komponenten in der Automobilherstellung erforderlich sind und zur Verknappung der Angebote und zu Preissteigerungen führen können.

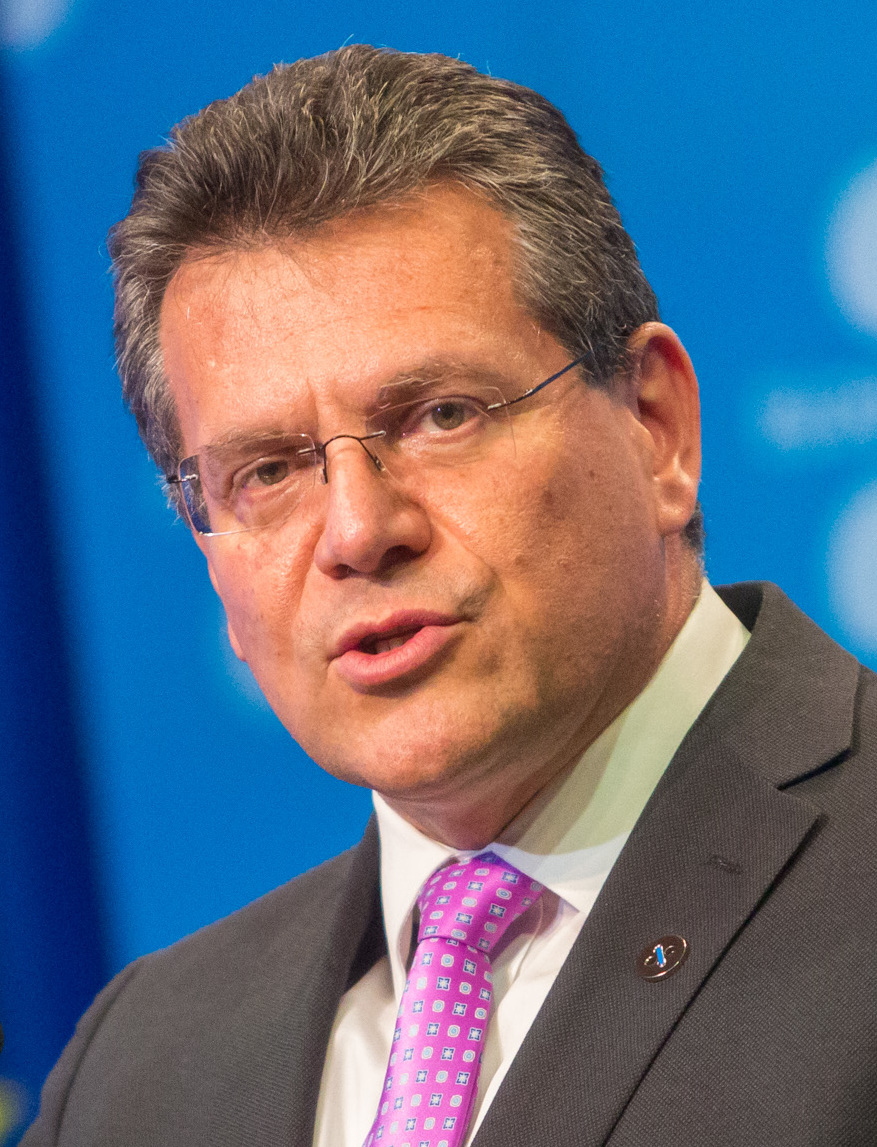
Maroš Šefčovič (2017)

## Geschichte
„Von der Gründung der Rohstoffversorgungsgruppe in den 1970er Jahren bis zum Start der Rohstoffinitiative im Jahr 2008“ befasste sich die EU mit dem Thema Versorgungssicherheit. Bereits in der Initiative 2008 wurde die Notwendigkeit einer „Verringerung der Abhängigkeiten von nichtenergetischen Rohstoffen für industrielle Wertschöpfungsketten […] dargelegt, indem die Quellen von Primärrohstoffen aus Drittländern diversifiziert, die inländische Beschaffung gestärkt und die Versorgung mit Sekundärrohstoffen durch Ressourceneffizienz und Kreislaufwirtschaft unterstützt“ werde. Die konzeptionellen und organisatorischen Vorbereitungen führten schließlich zur Gründung der Batterieallianz.
Die Arbeitsaufnahme der Europäischen Batterieallianz erfolgte im Oktober 2017. Maroš Šefčovič, inzwischen (Dezember 2019) Vizepräsident der EU-Kommission und Kommissar für Interinstitutionelle Beziehungen, führt seit der Gründung die Allianz. 2018 verabschiedete die EU-Kommission einen strategischen Aktionsplan für Batterien.

### Maßnahmen
Darin enthalten ist ein umfassender Rahmen mit verschiedenen Maßnahmen zur Unterstützung aller Segmente der Batterie-Wertschöpfungskette:
Sicherung des Zugangs zu Rohstoffen für Batterien zur:
- Unterstützung der europäischen Batteriezellenfertigung und anderer Investitionen sowie zur
- Stärkung der industriellen Führung durch beschleunigte Forschung und
- Sicherung von hochqualifizierten Arbeitskräften entlang der gesamten Wertschöpfungskette.
- Unterstützung einer nachhaltigen EU-Industrie zur Herstellung von Batteriezellen.
- Sicherstellung der Kohärenz mit allgemeineren Rahmenwerken.[5]

### Europäische Rohstoffallianz

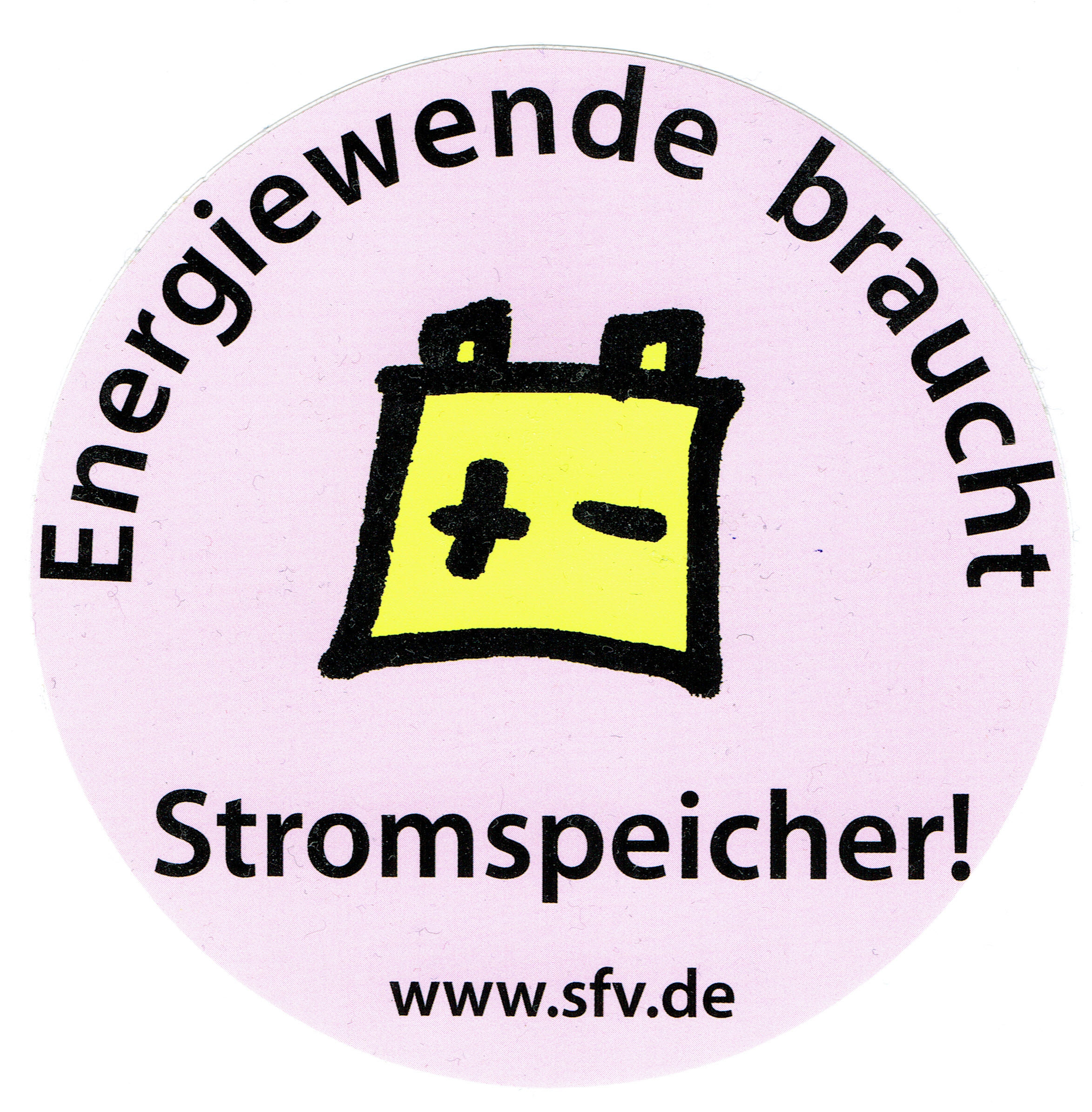
Aufkleber Stromspeicher

Am 30. September 2020 gründete die Europäische Kommission eine „Industrieallianz“, die darauf abzielt, die „strategische Autonomie“ der EU bei Rohstoffen wie Lithium und den Seltenen Erden zu stärken, die als Schlüssel für eine global wettbewerbsfähige Europäische Union gelten.
Die Europäische Rohstoffallianz (ERMA) (European Raw Materials Alliance) soll dazu beitragen, „einen zuverlässigen, sicheren und nachhaltigen Zugang zu Rohstoffen als Schlüsselfaktoren“ für wichtige industrielle Ökosysteme der EU wie die „Automobilindustrie, erneuerbare Energien, Verteidigung und Luft- und Raumfahrt“ zu gewährleisten. Die Allianz soll schrittweise erweitert werden, um andere kritische und strategische Rohstoffbedürfnisse zu decken, einschließlich derjenigen, die sich auf Materialien für die Energiespeicherung und -umwandlung (Batterien und Brennstoffzellen) beziehen.

### Aktivitäten
Laut dem Magazin SPIEGEL hatte Herbert Diess – damals noch BMW-Manager – schon vor 10 Jahren in China mit dem damaligen Start-up CATL verhandelt, deutsche Zulieferer jedoch vergebens ersucht, „ebenfalls ins Batterie-Geschäft einzusteigen. Als VW-Boss sah er sich gezwungen, selbst Akkus herzustellen.“ Bis 2030 will VW „gemeinsam mit Partnern 20 Milliarden Euro investieren, sechs Zellfabriken in Europa errichten und damit 29 Milliarden Euro Umsatz erwirtschaften.“
- Beim Baustart des VW-Batterie-Werks in Salzgitter am 22. Juli 2022 war auch Bundeskanzler Olaf Scholz zugegen.[9]

- Das Konsortium Automotive Cells Company (ACC) – Stellantis (Opel) / Mercedes-Benz und der französische Ölkonzern Total – will in Kaiserslautern „2025 mit der [Batterie-]Produktion starten, von 2030 an […] sollen dort Batteriezellen für mindestens eine halbe Million E-Fahrzeuge entstehen. Bundesregierung und EU-Kommission unterstützen das Projekt mit fast einer halben Milliarde Euro.“[10] Jedoch kam es im Sommer 2024 zu einem Baustopp.[11]

- Northvolt baut in Schweden mit einem Finanzierungsbeitrag der Europäischen Investitionsbank (EIB) von 350 Millionen Euro eine Batterie-„Gigafactory“.[12]

- In Schwarzheide (Lausitz) errichtet die BASF Schwarzheide GmbH eine Recycling-Anlage für Batterien.[13]

## Organisationen
- Das Kompetenznetzwerk Lithium-Ionen-Batterien (KLiB), mit Unterstützung des Bundesministeriums für Bildung und Forschung (BMBF), veranstaltet im Januar 2023 in Berlin das elfte Batterieforum Deutschland.[14]